# Романова, Ольга Александровна (экономист)
О́льга Алекса́ндровна Рома́нова (род. 13 декабря 1938, Брянск) — советский и российский экономист, доктор экономических наук (1987), профессор (1990), лауреат премии Совета Министров СССР, заслуженный деятель науки Российской Федерации (1994) . В настоящее время — заведующая отделом региональной промышленной политики и экономической безопасности, главный научный сотрудник Института экономики УрО РАН.

## Основные монографии (за последние 5 лет)
- Татаркин А. И., Романова О. А., Гребенкин А. В., Акбердина В. В. Экономико-технологическое развитие региональных промышленных систем: теория, методология, практика / Под ред. академика Татаркина А. И. — Москва: Наука, 2011. — 353 c. — 13,8 п.л.
- Приоритеты технологической модернизации металлургического комплекса региона / Под ред. д.э.н. Романовой О. А. — Екатеринбург: Институт экономики УрО РАН, 2011. — 278 c. — 17,4 п. л.
- Новоселов А. В. Романова О. А. Корпорация: атрибутивные свойства, закономерности эволюционного развития в России и странах Запада: монография. — Екатеринбург: Институт экономики УрО РАН, 2010. — 192 с. (12 п.л.).
- Нелюбина Т. А. Романова О. А. Управление инновационной восприимчивостью социально-экономических систем. — Екатеринбург: Институт экономики УрО РАН, 2010. — 257 c. (16,25 п.л.)
- Романова О. А. Модернизация форм ведения бизнеса в меняющейся институциональной среде региона на основе научного знания / Романова О. А., Чененова Р. И., Макарова И. В. — Екатеринбург: Институт экономики УрО РАН, 2009. — 213 с. — 13,3 п.л.
- Романова О. А., Оглоблин А. А., Данилов Н. И., Добродей В. В., Столбов Ю. К., Коровин Г. Б., Щелоков Я. М. Теоретико-методологические и информационные аспекты прогнозирования топливно-энергетического баланса региона / Под ред. А. И. Татаркина. — Екатеринбург: Институт экономики УрО РАН, 2009. — 237 с. — 15 п.л.
- Романова О. А. Формирование институциональной среды научно-технологического развития промышленного комплекса региона / Романова О. А., Чененова Р. И., Коновалова Н. В., Макарова И. В., Ченчевич С. Г. — Екатеринбург: Институт экономики УрО РАН, 2008.